# Bella Guerin
Julia Margaret Guerin (Williamstown, Victoria, 23 de abril de 1858- Adelaida, 26 de julio de 1923), conocida como Bella Guerin, fue una feminista, activista política y maestra australiana; así como la primera mujer en graduarse en una universidad australiana.

## Biografía
Bella Guerin era hija de Patrick Guerin, sargento penal, más tarde gobernador de las cárceles, y su esposa Julia Margaret, de soltera Kearney, ambos originarios de Irlanda.
Inició su formación en casa, matriculándose en el año 1878 en un curso oficial de la Universidad de Melbourne, donde obtuvo en 1883 la titulación de maestra, lo que le permitió convertirse en la primera mujer que se graduó en una universidad australiana.
Trabajó como profesora en el Loreto College, en Ballarat, donde instó la creación de becas para estudios superiores para niñas católicas. En este centro llegó a ser directora de las clases universitarias de la Ballarat School of Mines.
Renunció a su puesto cuando se casó el 29 de junio de 1891 con el poeta y militar Henry Halloran, con quien tuvo un hijo, que sería médico en Adelaide.
Tras enviudar en 1893, se casó el 1 de octubre de 1909 con George D'Arcie Lavender. Fue un matrimonio de muy corta duración.
Por necesidades económicas tuvo que volver a la enseñanza, trabajando en diversas instituciones educativas de Sídney, Carlton, Prahran y East Melbourne.
Entre 1898 y 1903, frecuentó los círculos sufragistas, llegando a convertirse en miembro activo con cargo responsable dentro de la “ Women's Franchise League”, mientras dirigía el University College de Bendigo.
Este compromiso político hizo que poco a poco su actividad como docente fuera decayendo, ya que pasó a enseñar en diversas instituciones, de cada vez menor prestigio y en ocasiones con problemas con los departamentos por las condiciones de ese trabajo.
Entre 1912 y 1914 fue la vicepresidenta de la Asociación Política de Mujeres, y coautora del folleto electoral del año 1913, de la política australiana Vida Goldstein. Aunque pronto tuvo que dejar de ser miembro de uno de los grupos, ya que no había una buena sintonía entre organizaciones feministas y el partido laborista.
A partir de 1914, inicia una etapa en la que escribe y habla tanto por los partidos Laborista y Socialista de Victoria, como por la Liga de Mujeres de los Socialistas, llegando a ser considerada como una comentarista "ingeniosa, convincente e instructiva" en una variedad de cuestiones sociales controvertidas.
Fue defensora de la paz y dirigió la campaña de la Fraternidad contra la Conscripción de Mujeres Laboristas durante el referéndum de 1916 y habló en Adelaida, Broken Hill y las ciudades metropolitanas y centros victorianos contra el militarismo y en defensa de los derechos de reunión y libertad de expresión.
En 1918 es nombrada vicepresidenta del Comité Organizador Central de Mujeres del Partido Laborista, dando lugar a una fuerte controversia al enfrentarse al papel que hasta ese momento parecía destinado a las mujeres dentro de la organización política laborista.
Empieza en este momento una fase en la que ve los inconvenientes de ciertos aspectos del sistema capitalista, por lo que defiende principios más acordes al comunismo, aunque es defensora del sistema parlamentario.
También desde el punto de vista religioso Bella Guerin sufre una evolución significativa, pasando de sus creencias católicas al racionalismo.
En 1923 murió de cirrosis hepática en Adelaida y fue enterrada en el cementerio católico de West Terrace.